# Чотири знаки Церкви
Чотири знаки церкви, також відомий як атрибути церкви, це термін, що описує чотири відмінні об'єкти «єдиної, святої, соборної і апостольської церкви» — традиційної християнської еклезіології, як виражається в Нікео-Константинопольському символі віри завершено на Першому Константинопольському соборі 381 року: «[Ми віримо] в єдину, святу, католичну та апостольську церкву». Це вселенський символ віри сьогодні читається в богослужіннях в католицькій (як латинські і східні обряди), в східній православної церкві, в орієнтальних православних церквах, в церкві Сходу, в моравської церкві, в лютеранських та методистської церквах, в пресвітеріанській церкві, церквах англіканського співтовариства та кальвіністській церкві.

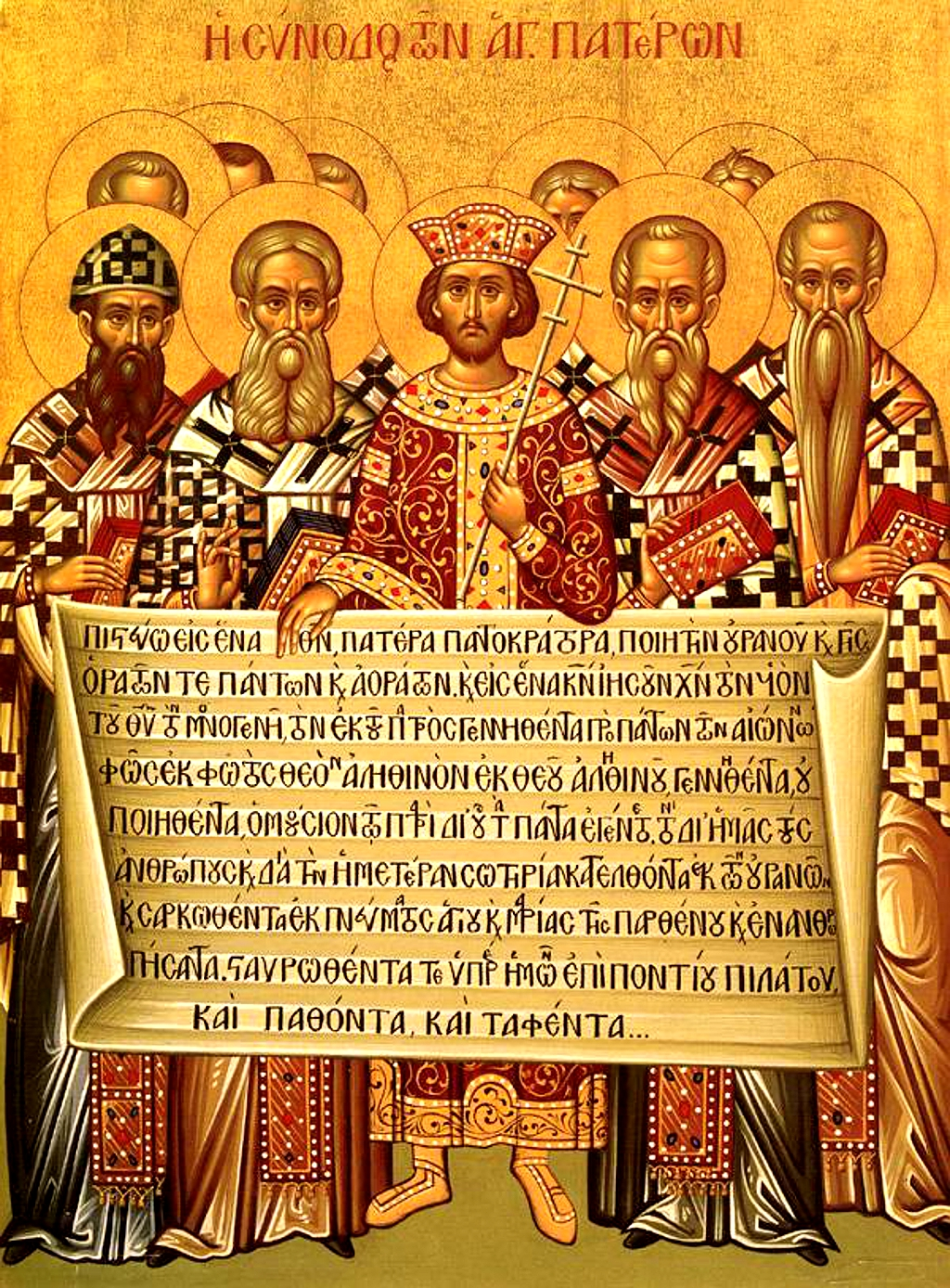
Ікона із зображенням імператора Костянтина в супроводі єпископів Першого Нікейського собору (н.е. 325), що тримає Нікейсько-Константинопольський Симбол Віри 381 року

Хоча багато доктрин, заснованих як на традиціях, так і на різних тлумаченнях Біблії, відрізняють одну конфесію від іншої, значною мірою пояснюючи, чому існує так багато різних, чотири знаки, визначені однаково, представляють собою короткий опис того, що мають багато духовні органи історично вважається найважливішим твердженням християнської віри .

## Історія
Ідеї чотирьох знаків були в християнській церкві з часів раннього християнства. Натяки на них можна знайти у працях Отця першої церкви II століття та єпископа Антіохійського Ігнатія. Вони не були встановлені в доктрині до Першого Константинопольського собору 381 р. Як протиотрута проти деяких єресей, які проникли до церкви в її ранній історії. Там собор детально розробив Нікейський символ віри, встановлений Першим Нікейським собором за 56 років до цього, додавши до кінця розділ, який містив твердження: «[Ми віримо] в єдину, святу, католицьку та апостольську церкву». Ця фраза збереглася у версіях Нікейського симболу віри донині.
У деяких мовах, наприклад, у німецькій, латинське «catholica» було замінено на «християнський» до Реформації деякими, хоча це було аномалією і продовжує використовуватися деякими протестантськими церквами і сьогодні. Отже, «святий католик» стає «святим християнином».
Латинські католики вважають, що опис «єдина, свята, католична та апостольська церква» може бути застосований лише до Католицької церкви. Вони вважають, що «Христос встановив тут, на землі, лише одну церкву», і вірять у «повну тотожність Церкви Христової з католицькою церквою». Хоча «є численні елементи освячення та істини, які знаходяться поза її структурою», вони, «як подарунки, належні належним чином Церкві Христовій, спонукають до єдності католиків». Тому східним церквам, які не перебувають у повному спілкуванні з католицькою церквою, «чогось не вистачає у своєму стані як окремих церков». Громади, народжені внаслідок протестантської реформації XVI століття, «не користуються апостольською спадкоємністю у таїнстві чинів і, отже, позбавлені складового елемента Церкви».
Східна православна церква, в незгоді з католицькою, розглядає себе як історичне та органічне продовження Великої церкви, заснованої Христом та Його апостолами. Східна православна церква не погоджується з обома і стверджує, що є історичним та органічним продовженням первісної церкви, заснованої Христом та Його апостолами, «єдиної, святої, католичної та апостольської» церкви стародавніх християнських вірувань та єдиної церкви, яка має завжди зберігав справжню христологію та віру, проголошену першими трьома соборами, Нікейським, Константинопольським та Ефеським, затвердженими Отцями Церкви та Святою традицією.
Аугсбурзьке сповідання, знайдене в Книзі Згоди, збірнику віри лютеранських церков, вчить, що «віра, визнана Лютером та його послідовниками, — це не що інше, як справжня католична віра, і що їхні церкви представляють справжню католичну чи вселенська церква». Коли лютерани презентували Аугсбурзьке сповідання Карлу V, імператору Священної Римської імперії в 1530 році, вони вважають, що вони «показали, що кожна частина віри та практики була вірною насамперед Святому Письму, а потім також і вченню отців церкви та Вселенським соборам». Таким чином, лютеранські церкви традиційно вважають, що вони представляють справжню видиму церкву.

## Знаки

### Перший
«Є одне тіло і один Дух, так само, як ви були покликані до єдиної надії, що належить вашому поклику, один Господь, одна віра, одне хрещення, один Бог і Батько всіх, який є над усіма і через усіх і в усьому» (Еф 4:5–6). Цей перелік у листах Павла чинників, що роблять християн єдиним тілом, однією церквою, безперечно, не має бути вичерпним, каже Франциск Алоїзій Салліван, але він підтверджує єдність тіла, церкви, через що християни мають спільне, у чому вони спілкуються. В іншому місці апостол Павло каже: «Немає ні юдея, ні грека, немає ні раба, ні вільного, немає чоловіка і жінки, бо всі ви єдині в Христі Ісусі». Це твердження стосувалося християн як окремих осіб, але воно стосувалося їх також як груп, як місцевих церков, незалежно від того, чи складаються вони переважно з євреїв або язичників. Павло говорив про себе як про того, що переслідував «церкву Божу», а не лише помісну церкву в Єрусалимі, а ту саму церкву, до якої він звертається на початку цього листа як «церква Божа, що в Коринті». У цьому ж листі він говорить християнам: «Ви — тіло Христа і окремі його члени», і проголошує це, «як тіло єдине і має багато членів, і всі члени тіла, хоч їх багато, є єдиним тілом, так і з Христом».

### Свята
Слово свята означає окреме призначення для Бога і для Бога. Християни розуміють, що святість вселенської Церкви випливає зі святості Христа.

### Католична
Слово «католик» походить від грецького прикметника καθολικός (католікос), що означає «загальний», «універсальний». Він асоціюється з грецьким прислівником καθόλου (katholou), що означає «відповідно до цілого», «повністю» або «загалом», поєднання прийменника κατά що означає «згідно» та прикметник ὅλος що означає «ціле».
Застосований до церкви прикметник «католичний» означає, що в церкві цілісність християнської віри, повна і повна, всеохоплююча і ні в чому не вистачає, проголошується всім людям без виключення будь-якої частини віри чи будь-якого класу або групу людей. Прикметник може бути застосований не тільки до церкви, поширеної по всьому світу, але і до кожного місцевого прояву церкви, у кожному з яких не вистачає нічого суттєвого, щоб вона була справжньою Церквою Христа.
Для своїх підданих імператор Теодосій I обмежив термін «католичні християни» лише віруючими в «єдине божество Отця, Сина і Святого Духа, в однаковій величі та у святій Трійці», і застосував назву «єретики» до інші ( Солунський указ від 27 лютого 380 р.).
Наступного 381 року Перший Константинопольський собор прийняв Нікейсько-Константинопольський символ віри, висловлюючи віру в «єдину, святу, католичну та апостольську церкву».

### Апостольська
Це описує основи і вірування церкви, які кореняться і продовжуються в живій Традиції апостолів Ісуса. Католицька церква, Східна православна церква, Орієнтальне православ'я та Церква Сходу стверджують, що зберегли первісне вчення апостолів. Вони також мають апостольську спадкоємність у тому, що їх єпископи отримують свою владу шляхом прямої лінії покладання рук від апостолів, твердження, яке вони приймають, можуть висловити інші церкви цієї групи. Англіканське спілкування, а також багато лютеранських церков, таких як Шведська церква, також викладають доктрину апостольської спадкоємності. З іншого боку, інші християнські конфесії зазвичай вважають, що те, що зберігає апостольську безперервність, — це письмове слово: як сказав Брюс Мілн, «Церква є апостольською, оскільки на практиці визнає вищий авторитет апостольських писань».

## Подальше читання
- Символ віри [Архівовано 4 березня 2016 у Wayback Machine.] отця Томаса Гопко
- Чотири знаки Церкви [Архівовано 26 лютого 2019 у Wayback Machine.], Кеннет Д. Уайтхед
- Чотири знаки церкви [Архівовано 4 серпня 2021 у Wayback Machine.] о. Вільям Сондерс
- Ознаки Церкви [Архівовано 30 червня 2016 у Wayback Machine.] від Loyola Press